# Mulyadadi
Mulyadadi is een bestuurslaag in het regentschap Cilacap van de provincie Midden-Java, Indonesië. Mulyadadi telt 4700 inwoners (volkstelling 2010).